# Utricularia naviculata
Utricularia naviculata — вид рослин із родини пухирникових (Lentibulariaceae).

## Середовище проживання
Цей вид відомий лише з двох колекцій, виготовлених у Венесуелі та Бразилії (Пара). Є непідтверджені повідомлення про ще один пункт в Амазонасі, Бразилія.
Повідомляється, що цей однорічний вид зустрічається у вигляді завислих водних рослин у стоячій або повільній воді.